# Thelotrema lepadodes
Thelotrema lepadodes är en lavart som beskrevs av Tuck. Thelotrema lepadodes ingår i släktet Thelotrema och familjen Graphidaceae.   Inga underarter finns listade i Catalogue of Life.